# Лайл (Вашингтон)
Лайл (англ. Lyle) — переписна місцевість (CDP) в США, в окрузі Клікітат штату Вашингтон. Населення — 518 осіб (2020).

## Географія
Лайл розташований за координатами 45°41′44″ пн. ш. 121°16′50″ зх. д. / 45.69556° пн. ш. 121.28056° зх. д. (45.695580, -121.280533).  За даними Бюро перепису населення США в 2010 році переписна місцевість мала площу 1,83 км², уся площа — суходіл.

## Демографія
Згідно з переписом 2010 року, у переписній місцевості мешкало 499 осіб у 222 домогосподарствах у складі 132 родин. Густота населення становила 273 особи/км².  Було 255 помешкань (139/км²).
Расовий склад населення:
| - 93,4 % — білих - 1,8 % — корінних американців - 0,6 % — азіатів - 0,2 % — вихідців з тихоокеанських островів - 1,2 % — осіб інших рас |

До двох чи більше рас належало 2,8 %. Частка іспаномовних становила 3,4 % від усіх жителів.
За віковим діапазоном населення розподілялося таким чином: 20,4 % — особи молодші 18 років, 61,2 % — особи у віці 18—64 років, 18,4 % — особи у віці 65 років та старші. Медіана віку мешканця становила 45,8 року. На 100 осіб жіночої статі у переписній місцевості припадало 94,9 чоловіків;  на 100 жінок у віці від 18 років та старших — 93,7 чоловіків також старших 18 років.
Середній дохід на одне домашнє господарство  становив 55 488 доларів США (медіана — 39 214), а середній дохід на одну сім'ю — 43 134 долари (медіана — 38 464). За межею бідності перебувало 41,2 % осіб, у тому числі 72,4 % дітей у віці до 18 років та 0,0 % осіб у віці 65 років та старших.
Цивільне працевлаштоване населення становило 182 особи. Основні галузі зайнятості: освіта, охорона здоров'я та соціальна допомога — 59,9 %, будівництво — 18,1 %, виробництво — 11,5 %, мистецтво, розваги та відпочинок — 10,4 %.